# Mochammad Bisma Diwa Abina
Mochammad Bisma Diwa Abina (* 21. Juni 1995) ist ein indonesischer Sprinter.

## Sportliche Laufbahn
Erste internationale Erfahrungen sammelte Mochammad Bisma Diwa Abina bei den IAAF World Relays 2019 in Yokohama, bei denen er mit der indonesischen 4-mal-100-Meter-Staffel mit 39,39 s in der Vorrunde ausschied. Anfang Dezember belegte er bei den Südostasienspielen in Capas in 10,73 s den sechsten Platz im 100-Meter-Lauf und mit der Staffel erreichte er in 40,12 s Rang vier.
2018 und 2019 wurde Abina indonesischer Meister in der 4-mal-100-Meter-Staffel und 2018 auch im 200-Meter-Lauf.

## Persönliche Bestleistungen
- 100 Meter: 10,56 s (+0,2 m/s), 1. August 2019 in Cibinong
- 200 Meter: 21,38 s (+0,3 m/s), 3. August 2019 in Cibinong